# Esposizione nazionale italiana del 1871

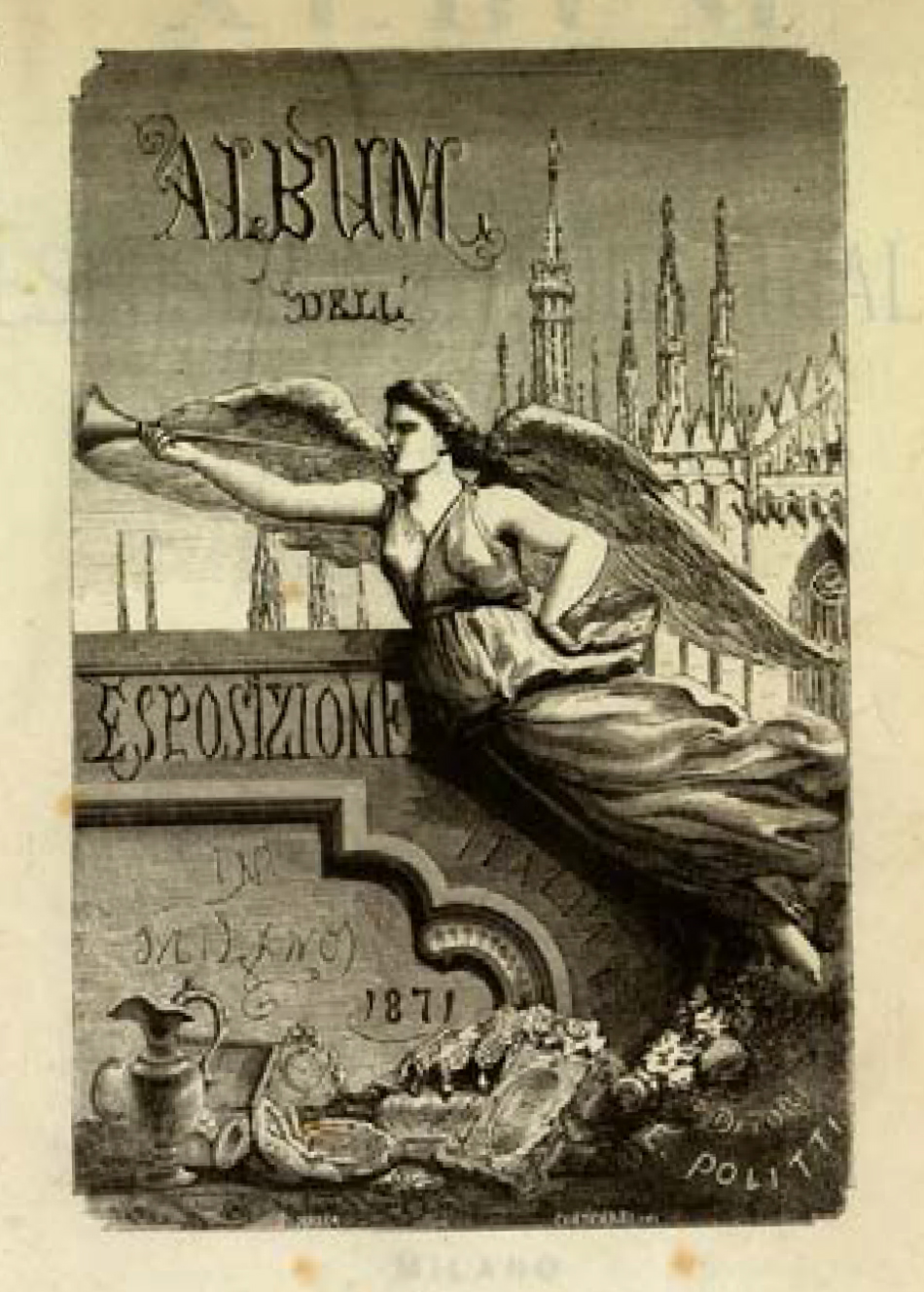
Pagina dell'Album dell'esposizione (1871)

L'Esposizione nazionale italiana del 1871 fu la seconda grande Esposizione organizzata in Italia dopo l'Unità del Paese raggiunta nel 1860. Della durata di un mese, si inaugurò a Milano il 2 settembre 1871 e seguì di dieci anni la precedente e prima dello Stato unitario che si era svolta a Firenze nel 1861. Si tenne in contemporanea con l'Esposizione di Torino ispirata dall'apertura del traforo ferroviario del Frejus che si sarebbe dovuta tenere nel 1872 ma che venne anticipata di un anno per la fine anzitempo dei lavori del lungo tunnel. Fu seguita, nel 1881 e sempre a Milano, dalla più grande e organizzata Esposizione nazionale italiana del 1881.
L'Esposizione di Milano volle essere una rassegna dalle ambizioni nazionali, dedicata in particolare a prodotti tessili e alimentari, e ad alcune delle più avanzate produzioni in campo edilizio e meccanico. Il tema selezionato era costruzione ed arti usuali e intervennero 1.190 espositori provenienti prevalentemente dalla Lombardia e in particolare da Milano; i visitatori furono circa 90.000 visitatori. L'Esposizione fu promossa dall’Associazione industriale italiana costituitasi a Milano nel 1867 e sarebbe dovuta essere, nelle intenzioni degli organizzatori, parte di un ciclo di cinque manifestazioni programmate su gruppi tematici diversi.: nel gruppo primo (Milano 1871), costruzioni ed arti usuali; nel gruppo secondo, industrie tessili; nel gruppo terzo, materie minerali, loro industrie ed applicazione; nel gruppo quarto, prodotti del regno vegetale ed animale e materie alimentari; nel gruppo quinto, scienze educative, arti belle, e storia del lavoro.

## Comitato organizzatore
Il Comitato organizzatore, costituitosi nel 1867, era presieduto dall'ex sindaco di Milano e Senatore del Regno Antonio Beretta e contava i vice-presidenti Guglielmo Fortis e Giulio Litta Modignani.

## Struttura espositiva
L'esposizione era suddivisa in otto classi merceologiche:
- classe I: materiali per costruzioni. Edilizi;
- classe II: apparecchi e processi di riscaldamento e di illuminazione;
- classe III: arte ceramica;
- classe IV: mobiglia e decorazioni;
- classe V: lavorazione dei metalli;
- classe VI: lavori in tessuti, in pelli e trine;
- classe VII: industrie economiche;
- classe VIII: tipografia ed arti affini.